# Tanju Gemici
Tanju Gemici (ur. 9 grudnia 1991) – turecki zapaśnik walczący w stylu wolnym. Zajął dziewiąte miejsce na mistrzostwach Europy w 2020. Ósmy w Pucharze Świata w 2015 roku.